# Храм Божией Матери Неустанной Помощи (Петрозаводск)
Храм Божией Матери Неустанной Помощи — католический храм в городе Петрозаводске. Административно относится к Северо-западному региону Архиепархии Матери Божией (с центром в Москве), возглавляемой архиепископом митрополитом Паоло Пецци. Объект культурного наследия народов РФ регионального значения.

## История
Первая католическая община в Петрозаводске образовалась в середине XIX века и состояла из офицеров и солдат Внутренней стражи, родом из Царства Польского и западных губерний России. Католики Петрозаводска долгое время боролись за право строительства католического храма в городе. Первое прошение губернатору было подано в 1862 году, но было отвергнуто. Во второй половине XIX века было подано ещё несколько прошений, однако удовлетворено было лишь шестое по счёту, поданное в 1897 году. Число католиков Петрозаводска составляло в этот период около 250 человек
Строительство небольшого каменного храма началось в 1898 году, однако вскоре было приостановлено из-за финансовых проблем. Окончательно здание в форме небольшой средневековой базилики было достроено в 1904 году, и 24 июня того же года храм был освящён архиепископом-митрополитом Могилёвским графом Шембеком как филиальный храм петербургского прихода Святой Екатерины. В эту эпоху здание римско-католической часовни было единственным каменным зданием на улице. В 1906 году в храме установлен орган.
С 1910 года здание официально стало именоваться храмом (костёлом) Пресвятой Девы Марии, приход был оформлен в качестве самостоятельной единицы. Его настоятелем стал выпускник петербургской Императорской духовной римско-католической академии Иоганн Грасс.
В 1927 году храм был закрыт, имущество конфисковано. С 1930 года по 1961 год здание занимали различные организации, в 1961 году оно было передано аэроклубу, затем Дому культуры профтехобразования и, наконец, Союзу композиторов Карельской АССР.

Вид на храм летом. Июнь 2009 года.

Восстановление нормальной деятельности Католической церкви в России началось в начале 1990-х годов. В 1994 году был зарегистрирован приход Божией Матери Неустанной Помощи и подано первое ходатайство о возврате храма католикам, вопрос решался долго и с большой бюрократической волокитой. Некоторое время здание находилось в совместном ведении Союза композиторов и католического прихода. Окончательно храм был передан католической общине лишь 14 мая 2003 года.
Наконец, 4 сентября 2005 года, ровно через 100 лет после первого освящения, архиепископ Кондрусевич повторно освятил петрозаводский католический храм во имя иконы Божией Матери Неустанной Помощи. Первым настоятелем общины был о. Целестин Дерунов. В настоящее время настоятель — о. Михаил Цымляков, о. Евгений Гейнрихс, O.P. — викарий прихода.